# جریان واریزه

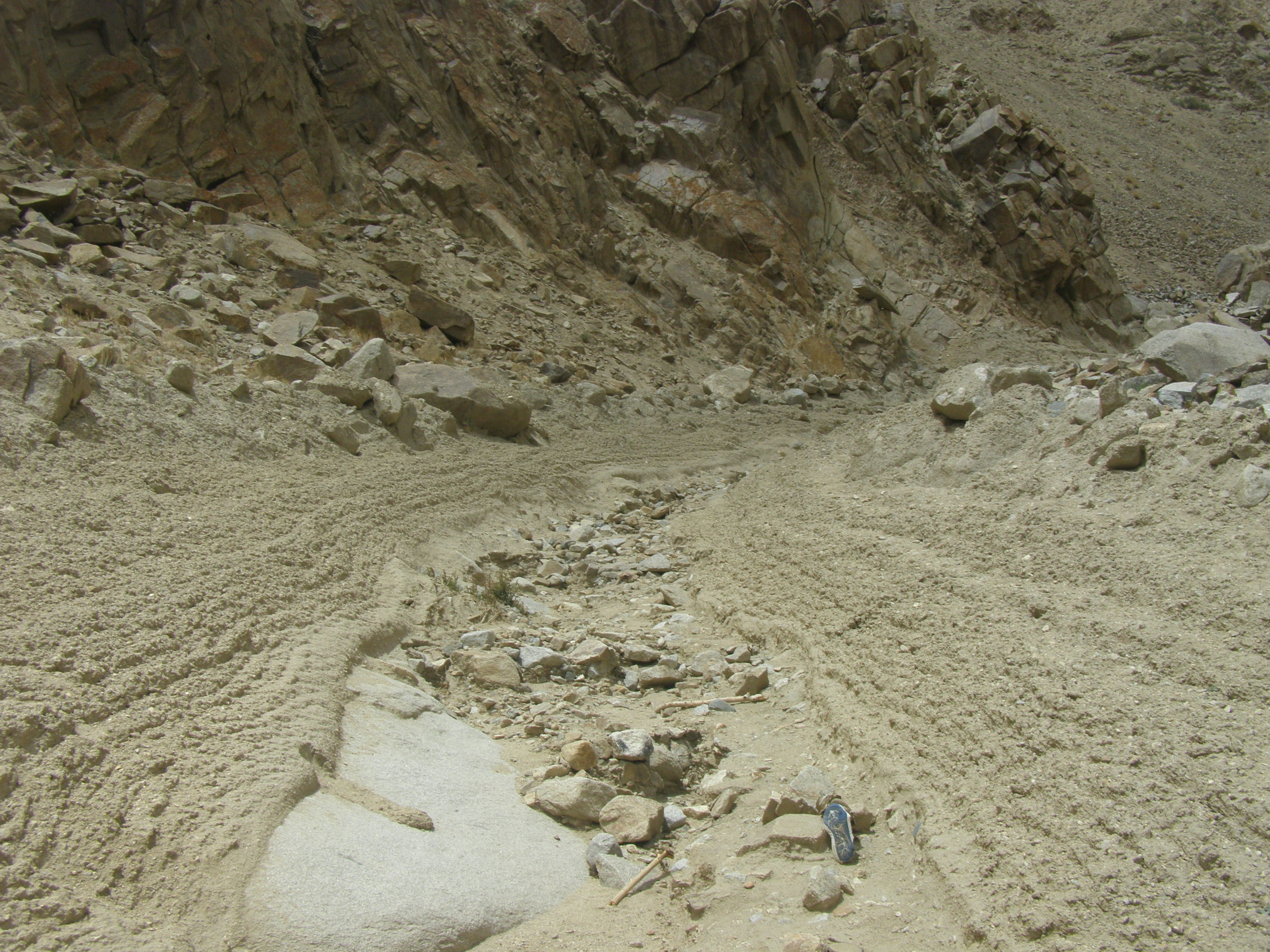
کانال جریان واریزه و رسوبات آن پس از توفان سال ۲۰۱۰ در لداخ هند

جریان واریزه (انگلیسی: Debris flow) یک پدیده زمین‌شناختی است که بر اثر آن توده‌های خاک اشباع از آب و قطعات سنگ از دامنه کوه‌ها به پایین سرازیر شده و وارد کانال آبراهه‌ها می‌شوند و با مدفون ساختن اشیای سر راه خود، نهشته‌های ضخیم و انباشته از گِل را در دره‌ها به‌جا می‌گذارند.
چگالی توده جریان‌های واریزه‌ای قابل مقایسه با پدیده زمین‌لغزش است و به حدود ۲۰۰۰ کیلوگرم در هر متر مکعب می‌رسد.
فاجعه آرمرو یکی از نمونه‌های ویران‌گر جریان‌های واریزه‌ای در قرن بیستم بود که منجر به کشته‌شدن ۲۰۰۰۰ نفر در سال ۱۹۸۵ در کلمبیا و ده‌ها هزار نفر در سال ۱۹۹۹ در ونزوئلا شد.